# Estera Teuflová ze Zeilberku
Estera Teuflová ze Zeilberku (roz. Hebenstreitová ze Streitenfeldu; † 1624) byla pražská měšťanka a obchodnice.

## Životopis

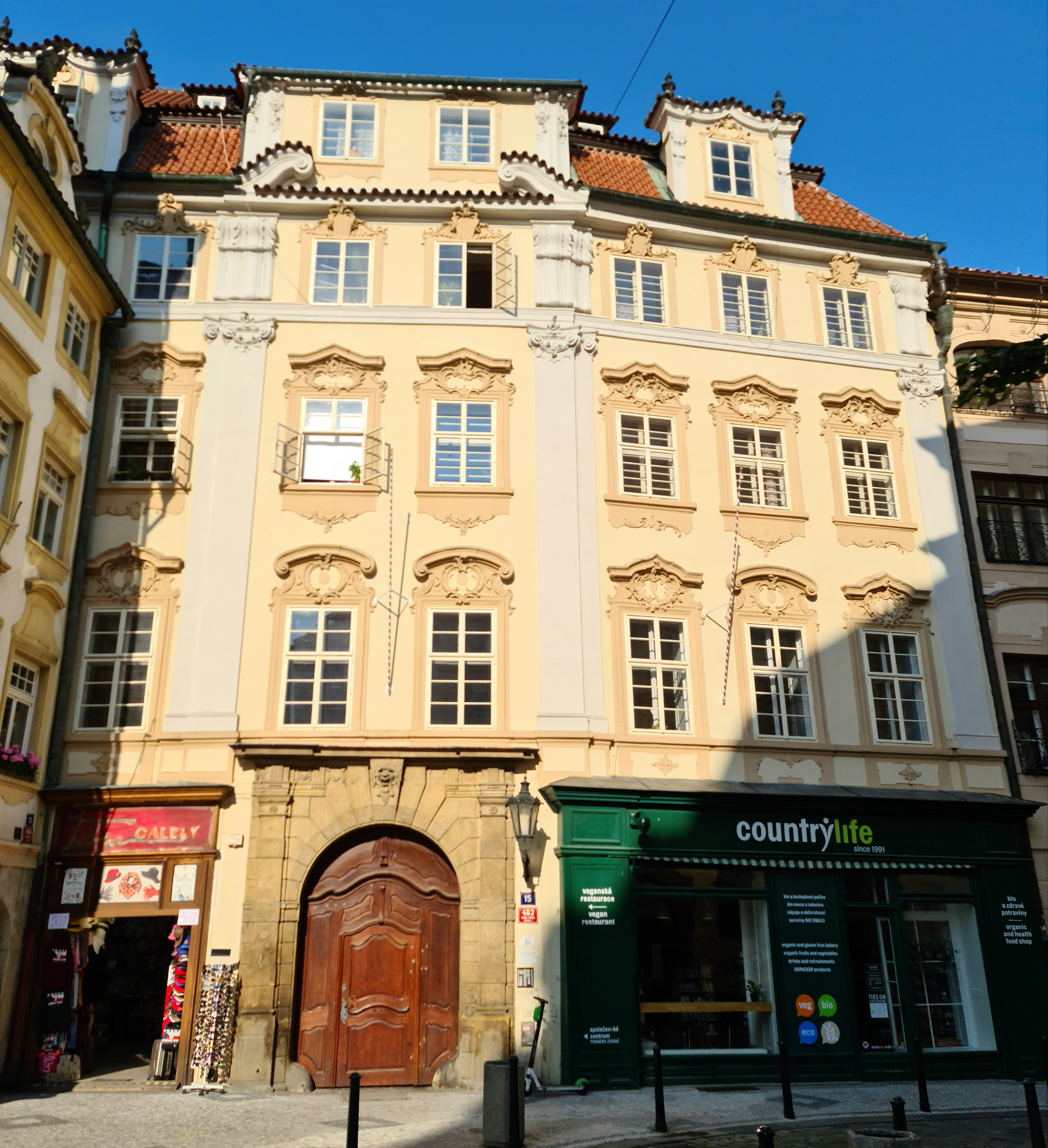
Dům, kde manželé Teuflovi bydleli

Estera Teuflová ze Zeilberku byla dcerou jednoho z nejbohatších pražských obchodníků Tomáše Hebenstreita ze Streitenfeldu. Podstoupila evangelickou výchovu a měla možnost pozorovat kupecké prostředí. Kolem roku 1590 se vdala za zámožného malostranského kupce Jana Teufla ze Zeilberka a společně se přestěhovali do domu čp. 463 (dům U Svatých Tří králů) v dnešní Melantrichově ulici.
Oba manželé byli evangelického vyznání. Po smrti Tomáše Herbenstreita v roce 1604 získaly dědictví jeho přeživší dcery Anna a právě Estera, neboť svému jedinému synovi Janovi nechtěl odkázat majetek z důvodu jeho opilectví a lenosti. Estera v této době vedla nejen velkou kupeckou kancelář, ale i právní spory o majetek po otci. V roce 1609 zemřel i její manžel Jan. Dědictví po něm získala až v roce 1611 a od této doby sama vedla kupecký obchod.
Do událostí českého stavovského povstání v roce 1618 vstoupila jako zámožná měšťanka. Při korunovaci Fridricha Falckého byl její syn, Tomáš Ferdinand Teufl, pasován na rytíře. Král tak učinil pravděpodobně díky tomu, že mu Estera Teuflová půjčila velký obnos peněz. Po bitvě na Bílé Hoře odešla Teuflová spolu s Fridrichem Falckým do emigrace, avšak již v roce 1621 se vrátila, aby zachránila svůj majetek. O tři roky později jí byla vyměřena pokuta 2000 kop míšenských za účast na povstání, a ačkoliv se bránila, že jí „stav a pohlaví nedovolují míchat se do politiky“, pokuta jí jako jediné z mála potrestaných žen nebyla prominuta.
Estera Teuflová ze Streitenfeldu zemřela v roce 1624 a pozůstalost po ní převzal její syn Tomáš Ferdinand.